# Casa de la Generalitat (Barcelona)
La Casa de la Generalitat o de la Bolla és un edifici situat al carrer de Sant Antoni Abat, 54 del Raval de Barcelona, catalogat com a bé cultural d'interès local.

## Història
Va ser construït al segle xvi (en una de les cantonades hi ha una pedra amb la data 1563) per la Diputació del General de Catalunya per al cobrament d'impostos. Els pares Escolapis l'ocuparen des del 1816 fins a finals de segle, quan construïren un edifici propi.

### Intervencions arqueològiques
Durant els treballs efectuats el 2010 s'hi va documentar un únic estrat de runa, sense cap mena de material arqueològic. Sota d'aquest es va trobat una pavimentació de rajoles hidràuliques, dividida en dues zones: al costat sud-est era formada per peces amb decoració policroma amb motius geomètrics, mentre que als costats nord i est les peces eren de color gris. En la divisòria d'aquests dos espais i al límit sud del rebaix se situaven les restes de sengles envans construïts amb maons massissos, algun d'ells presentant restes d'arrebossat de calç i decoració lineal amb pintura vermella i negra. A l'angle nord-est es va localitzar part d'una estructura de maons amb les superfícies horitzontals revestides de rajols hidràulics, que donada la seva disposició esglaonada es podria interpretar com l'arrencament d'una escala. Les restes aparegudes no es corresponen amb elements originals de l'edifici del segle xvi, sinó amb un arranjament del vestíbul en època contemporània, entre l'últim terç del segle xix i mitjans del segle xx, potser arran de l'abandonament de l'edifici per part dels Escolapis.

## Descripció
És un edifici a tres vents de planta baixa i dos pisos. La façana principal és la que disposa de l'accés a través d'un portal amb arc de mig punt adovellat. La resta d'obertures són rectangulars amb llindes i emmarcaments de pedra. Totes les llindes presenten un senzill escut de la ciutat de pedra i en les dovelles apareix un escut més engalanat i complex. La façana més curta, la que correspon al curt passatge privat, repeteix el mateix esquema mantenint la composició d'obertures, però redueix el nombre d'eixos verticals a un de sol en una composició asimètrica. La teulada es disposa a tres vessants amb el carener paral·lel al carrer. Compta amb una coberta de teula àrab i els ràfecs corresponents queden amagats darrere els canalons a causa de la seva reduïda dimensió.
Artísticament cal destacar el delicat treball de la pedra que s'utilitzà per a crear les contades decoracions de les façanes: els escuts de la Generalitat a cada llinda, un escut de benvinguda al portal d'accés i l'escut de cantonada. D'entre elles sobresurt una escultura tallada en pedra que representa dos lleons guardant l'escut de la institució.
L'estil és de tradició gòtica (palesa en la sobrietat de la composició de façana amb el portal adovellat), però combina amb certes innovacions renaixentistes que s'intueixen en les pestanyes de les llindes de la planta primera i els seus escopidors.